# Сухово-Кобилін Олександр Васильович
Сухово́-Коби́лін Олекса́ндр Васи́льович (17 (29) вересня 1817 р. — 11 (24) березня 1903) — російський філософ, драматург, перекладач. Почесний академік Петербурзької академії наук (1902).

## Біографія

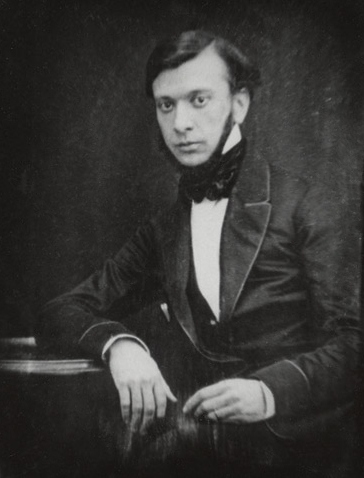
Молодий О. В. Сухово-Кобилін

Олександр Сухово-Кобилін народився 29 вересня (17 вересня за старим стилем) 1817 року у багатій шляхетній родині Московської губернії. У будинку його батька, ветерана війни 1812 року, часто бували молоді професори Московського університету — Надєждін, Погодін, Максимович, Морошкін та інші, які давали уроки його сестрі, майбутній видатній письменниці Євгенії Тур (графиня Сальянс-де-Турнемір). У 1830-х роках Сухово-Кобилін навчався у Московському університеті на фізико-математичному відділенні, яке закінчив у 1839 році. Захоплювався філософією, яку вивчав у Гейдельберзі та Берліні.
Багато мандрував та під час перебування у Парижі познайомився з Луїзою Симон-Деманш, яка стала його коханкою. Згодом через хибне звинувачення у її вбивстві Сухово-Кобилін провів під слідством близько семи років, двічі заарештовувався. За його власною версією, яка на сьогоднішній день вважається вірною, такий тиск з боку російської поліції та суду мав на меті лише можливість отримати хабарі у багатого аристократа. Зрештою відсутність будь-яких доказів, зв'язки з владною елітою та величезні хабарі дали змогу Сухово-Кобиліну виправдатися та вийти на волю. Втім, громадськість продовжувала вважати його винним.
Перебуваючи в ув'язненні, Сухово-Кобилін написав трилогію сатиричних п'єс, спільною темою яких було панування хабарництва та корупції у російському судочинстві того часу. Перша та найкраща з них, «Весілля Кречинського» (рос. «Свадьба Кречинского»), була написана у 1850–1854 роках та здобула надзвичайну популярність, ставши однією з найбільш репертуарних п'єс російського театру. Разом із «Весіллям Кречинського» дві інші п'єси трилогії, «Справа» (рос. «Дело») та «Смерті Тарелкіна» (рос. «Смерть Тарелкина») були опубліковані у 1869 році під спільною назвою «Картини минулого» (рос. «Картины прошедшего»). Спроби поставити дві останні п'єси наштовхнулися на опір цензури; так, наприклад, «Смерть Тарелкіна» була поставлена лише у 1899 році. Ці п'єси, навіть маючи певну популярність, не змогли досягти успіху першої з них.
У 1871 році Сухово-Кобилін за порадою К. Д. Ушинського влаштував у своєму маєткові Нове Мологського повіту Ярославської губернії вчительську семінарію, яка проіснувала до 1914 року та випустила сотні вчителів. Після пожежі семінарію переведено до Углича, тепер це Углицький педагогічний коледж. У Новому збереглися будинок і парк маєтку Сухово-Кобиліна.
О. В. Сухово-Кобилін помер 24 березня (17 березня за старим стилем) 1903 року, у французькому містечку Больє-сюр-Мер. Прах драматурга похований у місцевому колумбарії № 2 (ніша № 9).

## Увічнення пам'яті
- Меморіальна кімната у селі Новий Некоуз Ярославської області, Росія.
- Центральна бібліотека села Новий Некоуз названа на честь О. В. Сухово-Кобиліна.
- Обеліск у селі Кобилинка Плавського району Тульської області, Росія.

## О.В.Сухово-Кобилін у мистецтві
Життю та творчості Сухово-Кобиліна присвячений чотирьохсерійний телевізійний фільм «Справа Сухово-Кобиліна» (СРСР, 1991 р.). Режисер — Леонід Пчьолкін, у головній ролі — Юрій Беляєв.